# Luiz Felipe de Seixas Corrêa

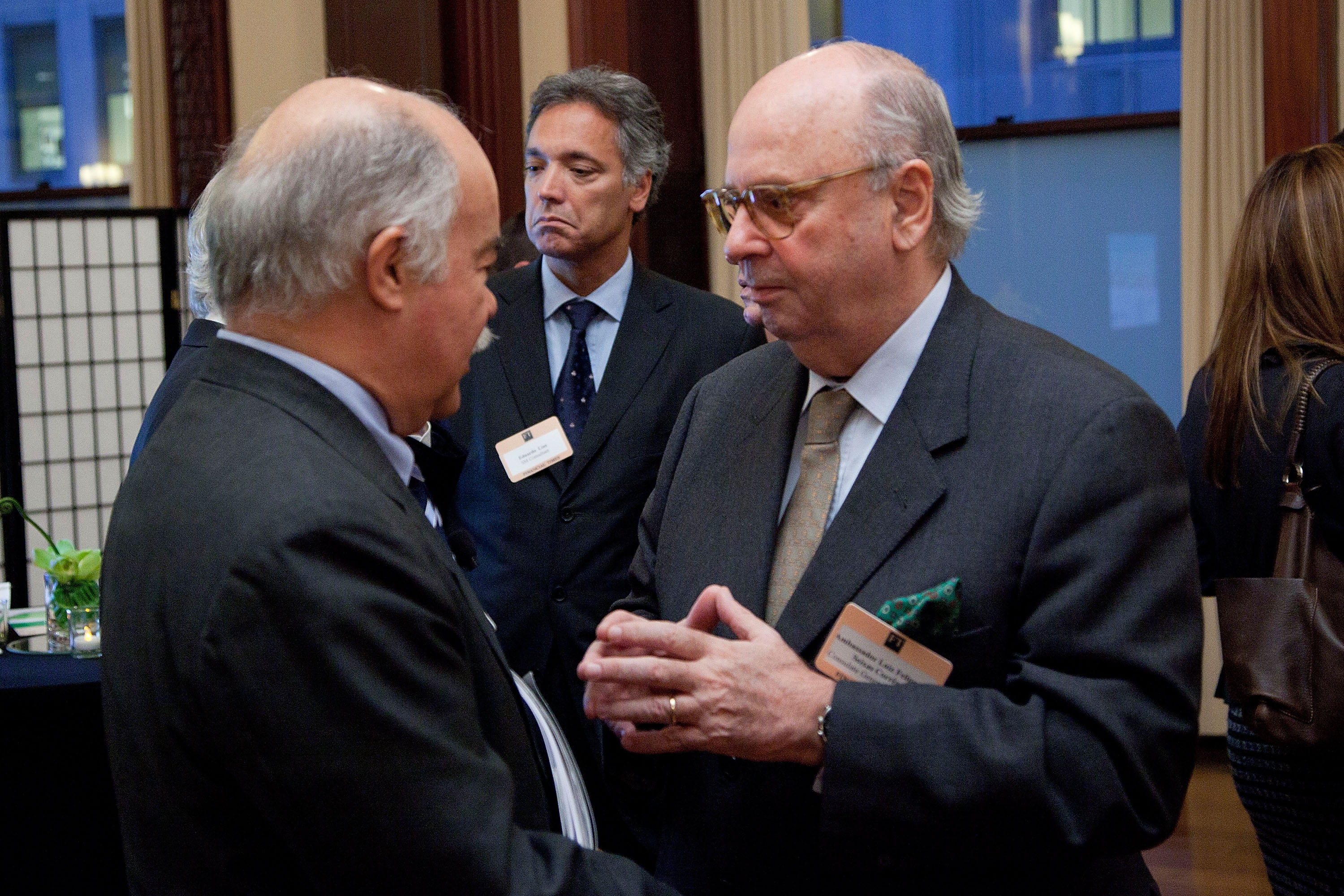
Paulo Sotero und Corrêa (2011).

Luiz Felipe de Seixas Corrêa (* 16. Juli 1945 in Rio de Janeiro, Brasilien) ist ein brasilianischer Diplomat.

## Leben
Corrêa wurde am 16. Juli 1945 in Rio de Janeiro geboren. Er nahm in den 1960er Jahren an einigen Kursen am Rio-Branco-Institut teil als Vorbereitung für eine diplomatische Karriere. Er hat einen Abschluss in Rechtswissenschaften der Candido Mendes University mit Sitz in Rio de Janeiro aus dem Jahr 1967. Im selben Jahr trat er dem brasilianischen auswärtigen Dienst bei. Er war zunächst bis 1969 in der Abteilung für den amerikanischen Kontinent beschäftigt.
Innerhalb von wenigen Jahren wurde er dann befördert und arbeitete in den Jahren 1970/71 in der brasilianischen Botschaft in Bonn, in den Jahren 1971 bis 1974 in der Ständigen Vertretung bei den Vereinten Nationen in New York und von 1974 bis 1976 in der Botschaft in Buenos Aires. Danach kehrte er zurück in den Sitz des Außenministeriums und war dort bis 1978 in der Abteilung für internationale Organisationen und von 1978 bis 1979 in der Abteilung für Asien, Afrika und Ozeanien, beschäftigt.
Seit 1979 diente er als Berater in der Vertretung in Washington D.C., was er bis 1983 blieb. Von 1983 bis 1985 arbeitete er im Büro des Präsidenten João Baptista de Oliveira Figueiredo, des letzten Präsidenten der Militärjunta (1964–1985). Dort war er Berater für den Stabschef des Präsidenten. In den Jahren 1985 bis 1987 war er Berater in der Ständigen Vertretung seines Heimatlandes bei der UNESCO. Er kehrte dann zurück in das Büro des Präsidenten, wo er Hauptberater für Auswärtige Angelegenheiten des Präsidenten war. Seit 1987 war er im Rang eines Botschafters.
Im Jahr 1989 wurde er zum Leiter der Vertretung in Mexiko ernannt, was er bis 1992 blieb. Er kehrte dann zurück nach Brasilien, wo er stellvertretender Minister für auswärtige Angelegenheiten wurde. Dies blieb er nur für ein Jahr, denn bereits 1993 wurde er zum Botschafter in Spanien ernannt, was er bis 1997 blieb. In diesem Jahr wurde er Botschafter in Argentinien, was er bis 1998 blieb. Seine Zeit als Botschafter endete, weil er 1999 wieder auf den Posten des stellvertretenden Außenministers berufen wurde.
Dies blieb er bis 2001. Seit dem 4. Januar 2002 war Corrêa dann der Ständige Vertreter Brasiliens bei der Welthandelsorganisation und den Vereinten Nationen in Genf. In dieser Funktion war er Teil der brasilianischen Delegation bei der WTO-Ministerkonferenz in Doha und in Cancun und Vorsitzender der Arbeitsgruppe über Investitionen. Im Rahmen der Vertretung bei der Weltgesundheitsorganisation war er Vorsitzender des International Negotiating Body, die die Framework Convention on Tobacco Control verhandelten. Seit 2005 war er dann auch Botschafter in Deutschland. Dieses Amt und die Vertretung bei der WTO übte er bis 2008 aus. Im Jahr 2009 wurde er dann Botschafter beim Heiligen Stuhl und Botschafter beim Souveränen Malteserorden, was er bis 2011 blieb. Er ist seit August 2011 Generalkonsul in New York.
Im Jahr 2005 war der brasilianische Diplomat auch Kandidat für das Amt des Generaldirektors der Welthandelsorganisation. Seine Kandidatur wurde zum Teil aber nur als taktische Kandidatur verstanden. Brasilien wollte einen Konsens um den Kandidaten Uruguays, Carlos Perez del Castillo, verhindern. Der Vorteil Corrêas war gegenüber den anderen Kandidaten, dass er sich viel für die Gruppe der Entwicklungsländer eingesetzt hatte, und daher hohe Beliebtheitswerte genoss. Am Ende konnte er sich nicht gegen Pascal Lamy durchsetzen, wohl auch, weil beide lateinamerikanischen Kandidaten sich gegeneinander schwächten.
Corrêa war auch Professor für internationale Beziehungen und diplomatische Geschichte am Rio-Branco-Institut. Er ist auch Autor einiger Werke im Bereich der brasilianischen Diplomatiegeschichte und Mitglied des Instituto Histórico e Geográfico Brasileiro.